# Lubuk Keranji Timur
Lubuk Keranji Timur is een bestuurslaag in het regentschap Pelalawan van de provincie Riau, Indonesië. Lubuk Keranji Timur telt 503 inwoners (volkstelling 2010).